# Viva la Vida (Lied)
Viva la Vida (spanisch für „Lebe das Leben“) ist ein Song der Rockband Coldplay. Geschrieben wurde er von allen Mitgliedern der Band für das vierte Studioalbum Viva la Vida or Death and All His Friends, das Lied war nach Violet Hill die zweite veröffentlichte Single aus dem Album. Sie wurde am 25. Juli 2008 veröffentlicht. 2009 erhielt die Komposition einen Grammy als „Song of the Year“ (Lied des Jahres).

## Hintergrund
Zur Namensgebung gab Coldplay an, dass sie sich an einer Phrase orientierten, die sich auf einer von der mexikanischen Künstlerin Frida Kahlo stammenden Zeichnung befindet. Die Phrase ist auch ein Teil des Titels, welcher für das Album – auf dem sich der Song befindet – gewählt wurde. Viva la Vida hat seinen Ursprung aus dem Spanischen und bedeutet so viel wie „Es lebe das Leben“ bzw. „Das Leben leben“.
Als Produzenten holte sich Coldplay unter anderem den als Innovator geltenden Briten Brian Eno, der Roxy Music mitbegründet und später u. a. mit U2 gearbeitet hatte, hinzu. Er und der zweite Produzent Markus Dravs produzierten ebenfalls das gesamte Album Viva la Vida or Death and All His Friends und haben auch zusammen Mylo Xyloto miterschaffen.
Beide beeinflussten den Sound des Songs maßgeblich, so besitzt Viva la Vida ein instrumentales Arrangement sowie geschwungene Texte mit Inhalten aus der Bibel, z. B. „I hear Jerusalem bells“. Die komplizierte Komposition enthält orchestrale Glocken, Glockenspiele und Chorgesänge.
Im August 2008 veröffentlichte Coldplay zum Song ein zweites Musikvideo zu Ehren von Anton Corbijn und Depeche Mode. Das Musikvideo ist eine Hommage an das Musikvideo zu dem Song Enjoy the Silence.

## Rezeption

### Preise
Viva la Vida war bei der Verleihung der 51. Grammy-Awards als „Best Record Of The Year“, „Best Song Of The Year“ sowie „Best Pop Vocal Performance by a Duo or Group“ nominiert, wobei die zwei zuletzt Genannten auch gewonnen wurden.

### Verwendung
Der damalige Fußball-Bundesligist Hamburger SV spielte von Januar 2009 bis Mai 2010 bei Torerfolgen im eigenen Stadion den Chor im Refrain des Stücks als Unterstützung des Torjubels. Seit der Saison 2011/12 bis zur Saison 2015/16 wurde bei Torerfolgen in Heimspielen von Hannover 96 der gleiche Ausschnitt gespielt.
Außerdem strahlte Apple als Teil der iTunes-Werbekampagne in vielen Ländern (unter anderem in den Vereinigten Staaten und Deutschland) einen TV-Spot über Viva La Vida aus.

## Kommerzieller Erfolg

### Chartplatzierungen
In wichtigen Musikmärkten wie Deutschland schaffte es Viva la Vida in die Top 5 der Charts, in den Airplaycharts sogar für sechs Wochen auf Platz eins. 2008 belegte Viva la Vida in den deutschen Airplay-Jahrescharts den ersten Rang, was das Lied zum meistgespielten Radiohit des Jahres macht. Im Vereinigten Königreich wurde es Coldplays erster Nummer-eins-Hit. Auch in den amerikanischen Billboard Hot 100 stieg der Song bis auf Platz eins.
| ChartsChartplatzierungen       | Höchstplatzierung | Wochen |
| ------------------------------ | ----------------- | ------ |
| Deutschland (GfK)              | 5 (73 Wo.)        | 73     |
| Österreich (Ö3)                | 4 (96 Wo.)        | 96     |
| Schweiz (IFPI)                 | 5 (137 Wo.)       | 137    |
| Vereinigte Staaten (Billboard) | 1 (51 Wo.)        | 51     |
| Vereinigtes Königreich (OCC)   | 1 (152 Wo.)       | 152    |

| ChartsJahrescharts (2008)      | Platzierung |
| ------------------------------ | ----------- |
| Deutschland (GfK)              | 26          |
| Österreich (Ö3)                | 33          |
| Schweiz (IFPI)                 | 16          |
| Vereinigte Staaten (Billboard) | 13          |
| Vereinigtes Königreich (OCC)   | 25          |

| ChartsJahrescharts (2009)      | Platzierung |
| ------------------------------ | ----------- |
| Deutschland (GfK)              | 87          |
| Österreich (Ö3)                | 75          |
| Schweiz (IFPI)                 | 31          |
| Vereinigte Staaten (Billboard) | 55          |

| ChartsJahrescharts (2023)    | Platzierung |
| ---------------------------- | ----------- |
| Schweiz (IFPI)               | 74          |
| Vereinigtes Königreich (OCC) | 46          |

| ChartsJahrescharts (2024)    | Platzierung |
| ---------------------------- | ----------- |
| Österreich (Ö3)              | 74          |
| Schweiz (IFPI)               | 84          |
| Vereinigtes Königreich (OCC) | 58          |

| ChartsJahrescharts (2000–2009) | Platzierung |
| ------------------------------ | ----------- |
| Vereinigte Staaten (Billboard) | 49          |

### Auszeichnungen für Musikverkäufe
| Land/Region                  | Auszeichnungen für Musikverkäufe (Land/Region, Auszeichnung, Verkäufe) | Verkäufe   |
| ---------------------------- | ---------------------------------------------------------------------- | ---------- |
| Australien (ARIA)            | 9× Platin                                                              | 630.000    |
| Belgien (BRMA)               | Platin                                                                 | 30.000     |
| Brasilien (PMB)              | Platin                                                                 | 60.000     |
| Dänemark (IFPI)              | 4× Platin                                                              | 360.000    |
| Deutschland (BVMI)           | 3× Platin                                                              | 900.000    |
| Finnland (IFPI)              | Gold                                                                   | 5.875      |
| Griechenland (IFPI)          | Platin                                                                 | 20.000     |
| Italien (FIMI)               | 5× Platin                                                              | 500.000    |
| Japan (RIAJ)                 | Gold (Downloads) · + Gold (Mobile Downloads)                           | 200.000    |
| Kanada (MC)                  | Gold                                                                   | 20.000     |
| Neuseeland (RMNZ)            | 7× Platin                                                              | 210.000    |
| Portugal (AFP)               | 6× Platin                                                              | 60.000     |
| Schweiz (IFPI)               | Platin                                                                 | 30.000     |
| Spanien (Promusicae)         | 8× Platin                                                              | 480.000    |
| Vereinigte Staaten (RIAA)    | 5× Platin                                                              | 5.000.000  |
| Vereinigtes Königreich (BPI) | 6× Platin                                                              | 3.600.000  |
| Insgesamt                    | 4× Gold · 57× Platin ·                                                 | 12.105.875 |

Hauptartikel: Coldplay/Auszeichnungen für Musikverkäufe

## Coverversionen
- David Garrett auf seinem Album Music.[28]
- Westlife auf ihrer „Westlife Acoustic Liveshow“ am 20. August 2010.[29]
- Gregorian auf ihrem Album 20/2020.[30]
- 2Cellos auf ihrem Album 2Cellos.[31]

## Plagiatsvorwürfe
Seit Veröffentlichung des Songs wurde Coldplay des Öfteren mit Plagiatsvorwürfen konfrontiert. Der US-amerikanische Gitarrist Joe Satriani beispielsweise behauptete, dass Viva la Vida auf seiner Ballade If I Could Fly basiert. Mit Joe Satriani kam es zu einer außergerichtlichen Einigung. Auch der Songschreiber der Creaky Boards Andrew Hoepfner behauptete, Coldplay habe von seinem Titel The Songs I Didn’t Write gestohlen. Musiklegende Cat Stevens wollte ebenso Ähnlichkeiten mit seinem Lied Foreigner Suite erkannt haben. Die letzteren beiden Vorwürfe bestätigten sich nicht.